# 馬坦薩 (桑坦德省)
馬坦薩是哥倫比亞的城鎮，位於該國東北部，由桑坦德省負責管轄，距離首府布卡拉曼加35公里，始建於1749年，面積184平方公里，海拔高度1,794米，2005年人口5,689。
7°25′N 73°05′W / 7.417°N 73.083°W